# C15 (Namibië)
De C15 is een secundaire weg in het zuidoosten van Namibië. De weg loopt van Dordabis via Hoachanas en Gochas naar de grens met Zuid-Afrika bij Mata Mata. In Zuid-Afrika loopt de weg verder naar Rooibrak. In Dordabis sluit de weg aan op de C23 naar Windhoek.
De C15 is 419 kilometer lang loopt door de regio's Khomas, Hardap en !Karas.